# Silene thymifolia
Silene thymifolia är en nejlikväxtart som beskrevs av James Edward Smith. Silene thymifolia ingår i släktet glimmar, och familjen nejlikväxter. Inga underarter finns listade i Catalogue of Life.